# Elizebeth Smith Friedman
Elizebeth Smith Friedman (Huntington, 26 de agosto de 1892 - Plainfield, 31 de octubre de 1980) fue una autora y criptoanalista estadounidense. Era conocida como "la primera mujer criptoanalista de Estados Unidos".

## Juventud
Friedman nació en Huntington, Indiana, era hija de John Marion Smith, un lechero, banquero y político cuáquero, y Sopha Smith (de soltera Strock). Friedman era la menor de nueve hermanos supervivientes y se crio en una granja.
De 1911 a 1913, Friedman asistió a la Universidad de Wooster en Ohio, pero la abandonó cuando su madre enfermó. En 1913, Friedman se transfirió a Hillsdale College en Míchigan, ya que estaba más cerca de casa. En 1915, se graduó con especialización en literatura inglesa. Fue miembro de Pi Beta Phi. Habiendo mostrado su interés por los idiomas, también había estudiado latín, griego y alemán, y se especializó "en muchas otras cosas". Solo ella y uno de sus hermanos asistieron a la universidad. En el otoño de 1915, Elizebeth se convirtió en directora suplente de una escuela secundaria pública en Wabash, Indiana. Sin embargo, este puesto duró poco y, en la primavera de 1916, renunció y volvió a vivir con sus padres.

## Trayectoria

### Laboratorios Riverbank

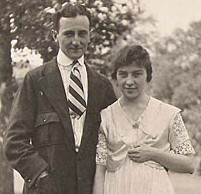
William y Elizebeth Friedman, recién casados, en Riverbank en 1917

Elizebeth Smith comenzó a trabajar en Riverbank Laboratories en Ginebra, Illinois, en 1916. Fue una de las primeras instalaciones en los EE. UU. fundada para estudiar criptografía. : p. 371 El coronel George Fabyan, un rico comerciante textil, era propietario de los Laboratorios Riverbank y estaba interesado en Shakespeare. Elizebeth estaba tratando de conseguir un trabajo y visitó la Biblioteca Newberry de Chicago, donde habló con un bibliotecario que conocía el interés de Fabyan. El bibliotecario se ofreció a llamar a Fabyan, transmitiendo el amor de Elizebeth por Shakespeare, entre otras cosas. Fabyan apareció en su limusina e invitó a Elizebeth a pasar una noche en Riverbank, donde discutieron cómo sería la vida en la gran propiedad de Fabyan ubicada en Ginebra, Illinois. : pp. 15-16 Él le dijo que ayudaría a una mujer de Boston, Elizabeth Wells Gallup, y a su hermana en el intento de Gallup de demostrar que Sir Francis Bacon había escrito las obras de teatro y los sonetos de Shakespeare. El trabajo implicaría descifrar mensajes cifrados que se suponía que estaban contenidos en las obras de teatro y los poemas.
Riverbank reunió información histórica sobre la escritura secreta. La criptografía militar había perdido importancia después de la Guerra Civil. Fabyan ofreció los servicios del laboratorio al gobierno. Durante la Primera Guerra Mundial, varios departamentos del gobierno de EE. UU. pidieron ayuda a los Laboratorios Riverbank o enviaron personal allí para recibir capacitación. Entre ellos se encontraba Agnes Meyer Driscoll, quien vino en nombre de la Armada de los Estados Unidos
Entre el personal de Riverbank, compuesto por quince empleados, estaba el hombre con quien Elizebeth se casaría en mayo de 1917, William F. Friedman. La pareja trabajó junta durante los siguientes cuatro años en lo que fue la única instalación criptográfica del país, hasta que la llamada "Cámara Negra" de Herbert Yardley se estableció como MI8, la Oficina de Cifrado del Ejército, en 1919. En 1921, los Friedman dejaron Riverbank para trabajar para el Departamento de Guerra de los Estados Unidos en Washington D. C.. Fabyan, quien interceptó su correo, frustró sus esfuerzos anteriores por irse. : p. 113 

### Servicio gubernamental

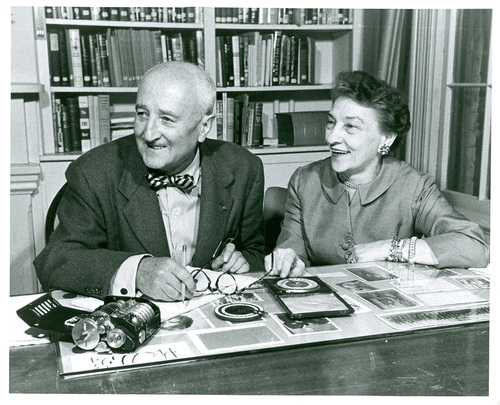
William F. Friedman y Elizebeth Smith Friedman

Aunque Friedman trabajó en estrecha colaboración con su esposo como parte de un equipo, muchas de sus contribuciones a la criptología fueron únicas. Ella y su equipo descifraron muchos mensajes codificados a lo largo de los años de la Prohibición y resolvieron muchos casos, incluidos algunos códigos que estaban escritos en chino mandarín.
La Ley Volstead de 1919 prohibió la fabricación, venta, importación o exportación de bebidas alcohólicas. Sin embargo, las condiciones prevalecientes durante la ley seca en los Estados Unidos (1920-1933) alentaron la actividad ilegal. Además, a medida que los equipos de radio se volvieron menos engorrosos, menos llamativos y más sofisticados, les brindaron a los delincuentes un nuevo medio para eludir la ley. Para evitar impuestos y otras tarifas, los contrabandistas traían licor a los EE. UU. y, en menor medida, narcóticos, perfumes, joyas e incluso frijoles pintos. Los traficantes y contrabandistas transmitían comunicaciones cifradas sobre estas actividades para proteger sus operaciones.Los antiprohibicionistas brindaron a Friedman y su equipo de criptoanalistas numerosas oportunidades para perfeccionar sus habilidades de descifrado de códigos durante su empleo en el Departamento del Tesoro de los Estados Unidos. Ella estuvo entre los que lideraron el esfuerzo criptoanalítico contra el contrabando internacional y el tráfico de drogas y los mensajes codificados de radio, que los corredores comenzaron a usar ampliamente para realizar sus operaciones.
En 1923, Friedman fue contratada como criptoanalista para la Marina de los EE. UU., lo que la llevó a ocupar un puesto en la Oficina de Prohibición y Aduanas del Departamento del Tesoro de los EE. UU. En 1927, el departamento estableció un esfuerzo conjunto con la División de Inteligencia de la Guardia Costera de Estados Unidos para monitorear el contrabando internacional, el tráfico de drogas y la actividad delictiva a nivel nacional e internacional. Los contrabandistas y corredores utilizaron mensajes de radio encriptados para respaldar sus operaciones, asumiendo que podrían comunicarse de manera segura; sin embargo, la unidad pudo descifrar los mensajes. De 1927 a 1939, la unidad tuvo una importancia crítica durante un período muy activo de contrabando en los Estados Unidos, por lo que finalmente se incorporó a la Guardia Costera de los Estados Unidos. Friedman resolvió la mayor parte de las intercepciones recopiladas por las estaciones de la Guardia Costera en San Francisco y Florida. En junio de 1928, fue enviada para enseñar a CA Housel, asignado con el Coordinador de los Detalles de la Costa del Pacífico, como descifrar los mensajes de los contrabandistas. Bajo su enseñanza, Housel pudo decodificar 3300 mensajes en 21 meses. En octubre y noviembre de 1929, fue reclutada en Houston, Texas, para resolver 650 casos de tráfico de contrabando que habían sido citados por el Fiscal de los Estados Unidos. Al hacerlo, descifró 24 sistemas de codificación diferentes utilizados por los contrabandistas.
El trabajo de Friedman fue responsable de proporcionar información decodificada que resultó en la condena de los traficantes de drogas los hermanos Ezra.
Mientras trabajaba para la Guardia Costera de EE. UU., la Oficina de Narcóticos, la Oficina de Impuestos Internos, la Oficina de Prohibición y Aduanas y el Departamento de Justicia, resolvió más de 12,000 mensajes de traficantes de ron en tres años. Uno de los individuos que Friedman ayudó a acusar fue Al Capone.

### Segunda Guerra Mundial
Durante la Segunda War II, la unidad de la Guardia Costera de Friedman fue transferida a la Armada, donde fueron la principal fuente de inteligencia estadounidense en la Operación Bolívar, la red clandestina alemana en América del Sur. Antes del ataque japonés a Pearl Harbor que llevó a los EE. UU. a la guerra, existía la preocupación de que Alemania pudiera eventualmente atacar a los EE. UU. a través de América Latina. Las autoridades nazis también vieron a América Latina como una oportunidad potencial para flanquear a los EE. UU. Mientras que el FBI tenía la responsabilidad de contrarrestar esta amenaza, en ese momento, la única agencia estadounidense con personal experimentado en detectar y monitorear transmisiones clandestinas de espías era la Guardia Costera debido a su trabajo anterior contra los contrabandistas, y el equipo de Friedman era su único activo criptoanalítico.
El equipo de Friedman siguió siendo el principal descifrador de códigos de EE. UU. asignado a la amenaza sudamericana y resolvió numerosos sistemas de cifrado utilizados por los alemanes y sus simpatizantes locales, incluidas tres máquinas Enigma separadas. Una resultó ser una red suiza no relacionada, pero las otras dos fueron utilizadas por Johannes Siegfried Becker (nombre en clave: "Sargo"), el agente de las SS que dirigió la operación, para comunicarse con Alemania. Después de que se rompió la red de espionaje, Argentina, Bolivia y Chile rompieron con las Potencias del Eje en la Segunda Guerra Mundial y apoyaron a los Aliados de la Segunda Guerra Mundial.
En el transcurso de la guerra, el equipo de Friedman decodificó 4000 mensajes enviados en 48 circuitos de radio diferentes. : pp. 197–202 El trabajo de la Unidad 387 de Friedman (Unidad criptoanalítica de la Guardia Costera) fue a menudo en apoyo del FBI y J. Edgar Hoover, y no siempre fue acreditado. Después de la Segunda Guerra Mundial, Hoover inició una campaña en los medios públicos que afirmaba que el FBI dirigió el esfuerzo de descifrado de códigos que resultó en el colapso y arresto de la red de espionaje alemana en América del Sur, incluido el carrete publicitario llamado "La batalla de los Estados Unidos".
Después de la Segunda Guerra Mundial, Friedman se convirtió en consultor del Fondo Monetario Internacional y creó sistemas de seguridad de comunicaciones para ellos basados en libretas de un solo uso. : 286 

### Jubilación
Después de retirarse del servicio gubernamental, Friedman y su esposo, que habían sido entusiastas de Shakespeare durante mucho tiempo, colaboraron en un manuscrito, The Cryptologist Looks at Shakespeare, finalmente publicado como The Shakespearean Ciphers Examined. Ganó premios de la Biblioteca Folger Shakespeare y del Teatro y Academia Estadounidense de Shakespeare. En este libro, los Friedman desestimaron a los baconianos como Gallup e Ignatius Donnelly con tanta habilidad técnica y delicadeza que el libro ganó muchos más elogios que otros que abordaron el mismo tema.
El trabajo que Gallup había hecho antes para el Col. Fabyan en Riverbank actuó bajo la suposición de que Bacon escribió a Shakespeare y usó el cifrado biliteral que inventó en los folios impresos originales de Shakespeare, empleando "una extraña variedad de tipos de letra". Los Friedman, sin embargo, "en una demostración clásica del trabajo de su vida", enterraron un código baconiano oculto en una página de su publicación. Era una frase en cursiva que, utilizando las diferentes tipografías, expresaba su valoración final de la polémica: "Yo no escribí las obras de teatro. F. Bacon".  Su libro se considera el trabajo definitivo, si no la última palabra, sobre el tema. Irónicamente, fue el esfuerzo de Riverbank para probar que Bacon escribió a Shakespeare lo que introdujo a los Friedman a la criptología.
Después de la muerte de su esposo en 1969, Friedman dedicó gran parte de su etapa como jubilada a compilar una biblioteca y bibliografía de su trabajo. Esta "colección privada más extensa de material criptográfico en el mundo" se alojó en la Biblioteca de Investigación George C. Marshall en Lexington, Virginia.
"Nuestra oficina no los hace, solo los desciframos", dijo Friedman a un visitante que trató de vender su asistencia en la creación de códigos. La Agencia de Seguridad Nacional señala que los "rompió" muchas veces en una variedad de objetivos. Sus éxitos llevaron a la condena de muchos infractores de la Ley Volstead.

## Vida personal
La rara ortografía de su nombre (más comúnmente se escribe "Elizabeth") se atribuye a su madre, a quien no le gustaba la perspectiva de que a Elizebeth la llamaran "Eliza".
En 1917, Friedman se casó con William F. Friedman, quien más tarde se convirtió en un criptógrafo acreditado con numerosas contribuciones a la criptología, un campo en el que ella lo introdujo.
Tuvieron dos hijos, Barbara Friedman (más tarde Atchison, (1923-2021)) y John Ramsay Friedman (1926-2010).
Elizebeth Friedman murió el 31 de octubre de 1980 en el hogar de ancianos Abbott Manor en Plainfield, Nueva Jersey, a la edad de 88 años. Fue incinerada y sus cenizas esparcidas sobre la tumba de su esposo en el Cementerio Nacional de Arlington.

## Reconocimientos
Las contribuciones de Friedman recibieron un reconocimiento cada vez mayor después de su muerte. En 1999, el año de su creación, fue incluida en el Salón de Honor de la NSA, y en 2002 el edificio OPS1 de la NSA se dedicó como el edificio William y Elizebeth Friedman durante la conmemoración del 50 aniversario de la agencia.
En abril de 2019, el Senado de los Estados Unidos aprobó una resolución "Honrando la vida y el legado de Elizebeth Smith Friedman, criptoanalista".
En julio de 2020, la Guardia Costera de los EE. UU. anunció que nombrará al 11. ° cortador de seguridad nacional (NSC) de clase Legend en honor a Elizebeth Smith Friedman. En mayo de 2021 comenzó la construcción de la USCGC Friedman (WMSL-760).
El 11 de enero de 2021 se estrenó un episodio de la serie documental de televisión American Experience sobre la vida de Elizebeth Smith Friedman, The Codebreaker. Se basa en una biografía sobre ella de 2017, The Woman who Smashed Codes, de Jason Fagone.

## Publicaciones
- con William F. Friedman, Riverbank Publication Number 21, Methods for the Reconstruction of Primary Alphabets, 1918, en Methods for the Solution of Ciphers, Publicaciones 15-22, Rufus A. Long Digital Library of Cryptography, George C. Marshall Library, 1917 -1922, : pdf p. 279